# Blistering
Blistering — международный музыкальный вебзин, основанный в 1998 году, слоганом которого было выражение «жгучий хэви-метал и хард-рок журнал» (англ. Blistering Heavy Metal and Hard Rock Magazine). Его главным редактором был Дэвид Э. Гехке (David E. Gehlke), американский музыкальный журналист, публиковавшийся также в About.com, Metal Maniacs и Throat Culture. На источник в разное время ссылались Chicago Sun-Times, Чарлстонский The Post and Courier, The Washington Times, Blabbermouth.net, The Current, и Pegasus News. В январе 2013 года журнал прекратил своё существование.